# Wiesenbach (Breidenbach)
Wiesenbach is een plaats in de Duitse gemeente Breidenbach, deelstaat Hessen, en telt 713 inwoners.